# Robert Rollis
Pour les articles homonymes, voir Rollis et Vasseux.
Robert Aristide Vasseux dit Robert Rollis, né le 14 mars 1921 à Épinal (Vosges) et mort le 6 novembre 2007 dans le 18e arrondissement de Paris est un acteur français.

## Biographie
Son pseudonyme provient de l'agrégation de son propre prénom avec celui de sa mère, Lyse, disparue très jeune.
Robert Rollis est l'un des membres de la troupe des Branquignols créée par Robert Dhéry et Colette Brosset. Il fait partie des interprètes fétiches des films réalisés par Robert Lamoureux.
Il fait partie des seconds rôles que le public francophone aime particulièrement : « la pointe d'ail qui donne du goût au gigot » (Raimu). Il est aussi un homme de théâtre en apparaissant notamment dans La Bonne Planque, de Michel André. Sa filmographie comprend plus de 144 apparitions au cinéma ou à la télévision sans compter les pièces de théâtre qu'il a jouées. Il est également une voix récurrente et familière dans le domaine du doublage de dessins animés. (Les Quat'z'amis, Les Aventures de Tintin, Le Secret des Sélénites, etc.).
Il a aussi créé un sketch de camelot vendant de la Collofix.

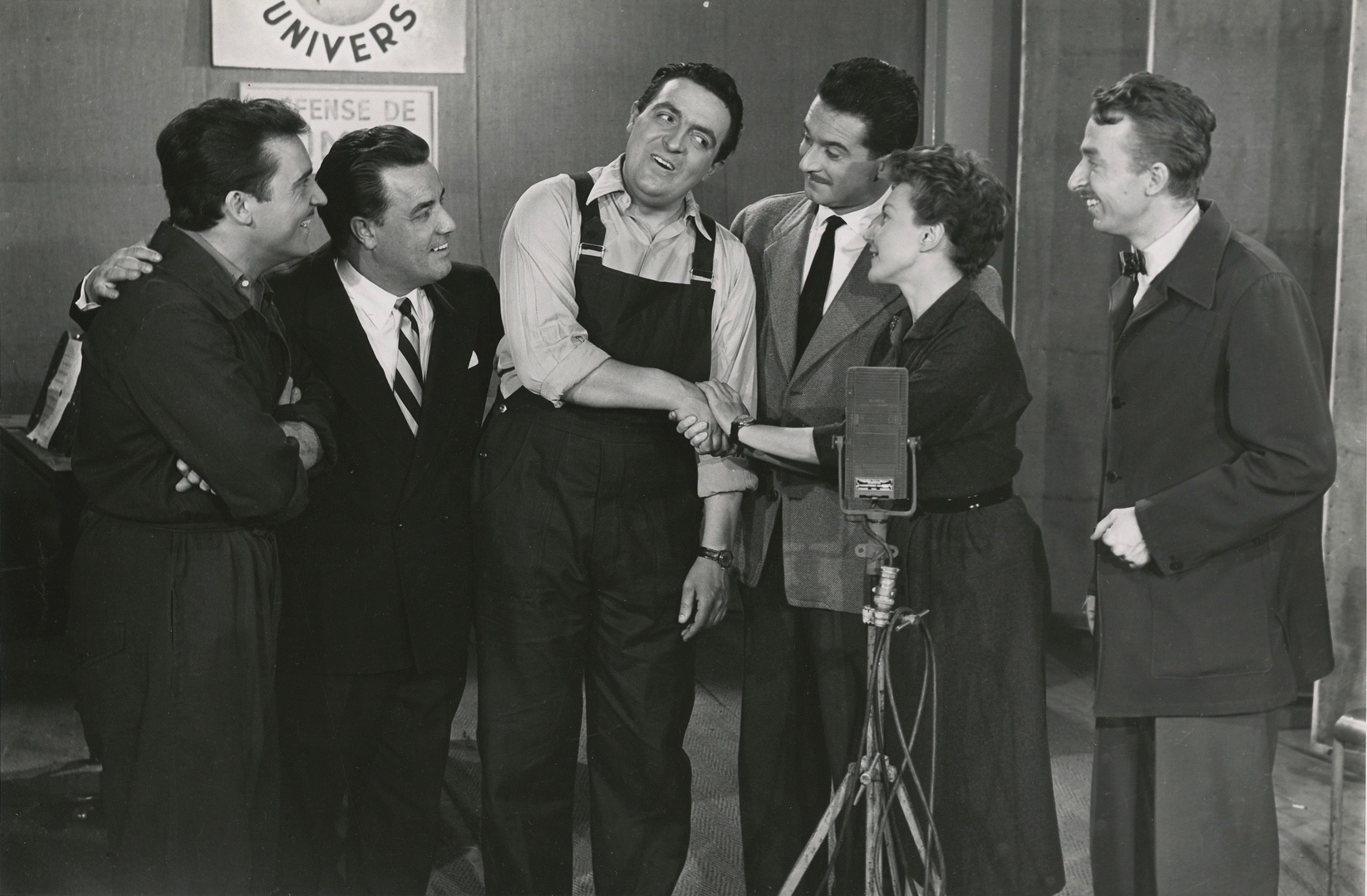
Robert Rollis à droite, lors du tournage de L'Œil en coulisses (1953), aux côtés de Jean-Marc Thibault, Henri Betti, Henri Génès, André Bourillon, Nicole Maurey.

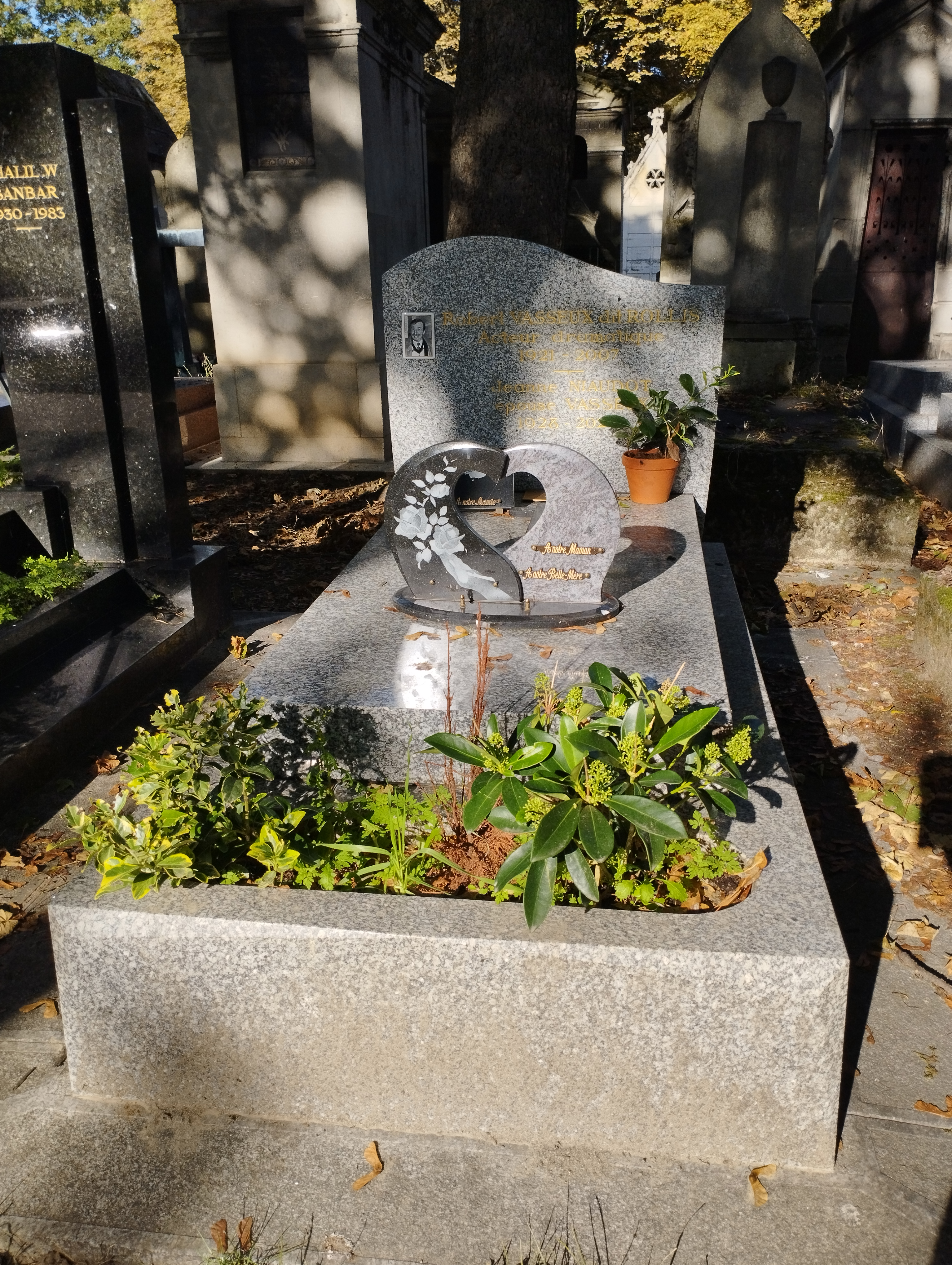
Tombe de Robert Rollis au cimetière de Montmartre (division 29).

Il meurt d'un cancer généralisé foudroyant le 6 novembre 2007 dans le 18e arrondissement de Paris à l'âge de 86 ans. Incinéré, il est inhumé au sein d'un caveau provisoire au cimetière de Montmartre (situé dans la 25e division), avant d'être transféré ultérieurement dans sa sépulture définitive (29e division).

## Filmographie

### Cinéma
- 1938 : La Marseillaise de Jean Renoir
- 1938 : Les Disparus de Saint-Agil de Christian-Jaque : un élève
- 1938 : Carrefour ou "L'homme de la nuit" de Curtis Bernhardt : un élève
- 1939 : La Fin du jour de Julien Duvivier : un scout
- 1939 : L'Homme qui cherche la vérité d'Alexander Esway : le livreur de pneumatique
- 1939 : Le Roman de Werther de Max Ophüls
- 1941 : L'Enfer des anges de Christian-Jaque
- 1941 : Notre-Dame de la Mouise de Robert Péguy
- 1941 : Premier Rendez-vous de Henri Decoin : un élève du collège
- 1941 : Péchés de jeunesse de Maurice Tourneur : le groom
- 1942 : Caprices de Léo Joannon : Ernest
- 1942 : Annette et la Dame blonde de Jean Dréville : le groom
- 1943 : Le Carrefour des enfants perdus de Léo Joannon : un jeune du centre
- 1945 : Les Cadets de l'océan de Jean Dréville : Cazalet
- 1946 : Les Démons de l'aube ou "Âmes qui vivent" d'Yves Allégret : Blot
- 1947 : Amours, Délices et Orgues ou Collège swing d'André Berthomieu : Robinot
- 1948 : Blanc comme neige d'André Berthomieu : le copain
- 1949 : La Petite Chocolatière d'André Berthomieu : le collègue de Paul
- 1949 : Tous les deux de Louis Cuny : le garçon
- 1949 : Les Amants de Vérone d'André Cayatte : la doublure
- 1949 : Le Bal des pompiers d'André Berthomieu : Raymond
- 1949 : La Femme nue de André Berthomieu : le menuisier
- 1949 : On ne triche pas avec la vie ou "Docteur Louise" de René Delacroix et Paul Vandenberghe : Eugène
- 1950 : Justice est faite d'André Cayatte : le garçon d'hôtel
- 1950 : Le Roi des camelots d'André Berthomieu : Fil de Fer
- 1950 : Une fille à croquer ou Le Petit Chaperon rouge de Raoul André
- 1951 : Chacun son tour de André Berthomieu : Benoît
- 1951 : Drôle de noce de Léo Joannon : un amoureux de Marie
- 1951 : Jamais deux sans trois de André Berthomieu : le caviste
- 1951 : La Maison Bonnadieu de Carlo Rim : un habitué
- 1952 : La Maison dans la dune de Georges Lampin : le matelot
- 1952 : Les Dents longues de Daniel Gélin: Bob
- 1952 : Allô... je t'aime de André Berthomieu : Calinot
- 1952 : Adorables Créatures de Christian-Jaque : Bob
- 1953 : Belle Mentalité ! d'André Berthomieu : un photographe de presse
- 1953 : Faites-moi confiance de Gilles Grangier : Cliquet
- 1953 : L'Œil en coulisses d'André Berthomieu : un bruiteur
- 1953 : Le Portrait de son père de André Berthomieu : Ferdinand
- 1953 : Pattes de velours - (L'incantevole nemica) de Claudio Gora
- 1953 : Une vie de garçon de Jean Boyer : Marcel
- 1953 : Virgile de Carlo Rim : un collègue de François
- 1954 : Papa, maman, la Bonne et moi de Jean-Paul Le Chanois : Léon, dit « Léon l'alibi »
- 1954 : Les Évadés de Jean-Paul Le Chanois : un prisonnier
- 1955 : Le Village magique de Jean-Paul Le Chanois : le campeur idéal
- 1955 : Les deux font la paire d'André Berthomieu : Pinard
- 1955 : Le Dossier noir d'André Cayatte : Félix
- 1955 : Les Duraton d'André Berthomieu
- 1955 : La Madelon de Jean Boyer : Julot
- 1955 : Papa, maman, ma femme et moi de Jean-Paul Le Chanois : Léon dit « Léon l'alibi »
- 1956 : Cette sacrée gamine ou Mademoiselle Pigallede Michel Boisrond : un gendarme
- 1956 : Nous autres à Champignol de Jean Bastia : Milou
- 1956 : La vie est belle de Roger Pierre et Jean-Marc Thibault : l'Écossais
- 1957 : La Garçonne de Jacqueline Audry : le chauffeur
- 1957 : L'Étrange Monsieur Steve de Raymond Bailly : André
- 1957 : Trois jours à vivre de Gilles Grangier : Lucien Moriso
- 1957 : Le Grand Bluff de Patrice Dally : un joueur au casino
- 1957 : L'amour est en jeu de Marc Allégret : le portier
- 1958 : En légitime défense de André Berthomieu : un journaliste au tribunal
- 1958 : Le Miroir à deux faces de André Cayatte : Le steward
- 1958 : Suivez-moi jeune homme de Guy Lefranc : un amoureux de Françoise
- 1959 : Le Grand Chef de Henri Verneuil : un infirmier
- 1959 : L'Increvable de Jean Boyer : l'agent d'assurances
- 1959 : Les Amants de demain de Marcel Blistène : le conducteur de la 2CV
- 1959 : Le Gendarme de Champignol de Jean Bastia : Antoine
- 1959 : Signé Arsène Lupin de Yves Robert : un voyageur dans le train
- 1959 : Sans tambour ni trompette de Helmut Käutner : un soldat français
- 1960 : L'Homme à femmes de Jacques-Gérard Cornu
- 1960 : Quai Notre-Dame de Jacques Berthier
- 1960 : La Brune que voilà de Robert Lamoureux : un mécano
- 1960 : La Famille Fenouillard d'Yves Robert
- 1960 : Ravissante de Robert Lamoureux : l'homme qui renseigne Thierry
- 1960 : Les Tortillards de Jean Bastia : Ernest, un membre de la troupe
- 1960 : La Française et l'Amour de Jean-Paul Le Chanois dans le sketch : La femme seule
- 1960 : Ma femme est une panthère de Raymond Bailly
- 1961 : Les Amours de Paris de Jacques Poitrenaud
- 1961 : Les Moutons de Panurge de Jean Girault
- 1961 : La Belle Américaine de Robert Dhéry et Pierre Tchernia : le coiffeur dit « le Lapin »
- 1961 : Tout l'or du monde de René Clair : un automobiliste
- 1962 : Les Culottes rouges d'Alex Joffé : P'tit Louis
- 1962 : Les Veinards : le chauffeur de taxi dans le sketch : "Le gros lot" de Jack Pinoteau
- 1962 : Le Petit Garçon de l'ascenseur de Pierre Granier-Deferre
- 1962 : La Guerre des boutons de Yves Robert : Le père de "Migue la Lune"
- 1962 : C'est pas moi, c'est l'autre de Jean Boyer : le second gendarme
- 1963 : Le Glaive et la Balance d'André Cayatte
- 1963 : Mélodie en sous-sol de Henri Verneuil : le représentant dans le train de banlieue
- 1963 : L'Honorable Stanislas, agent secret de Jean-Charles Dudrumet : le facteur
- 1964 : Laissez tirer les tireurs de Guy Lefranc : le scout
- 1964 : Allez France ! de Robert Dhéry : le Parisien
- 1964 : Week-end à Zuydcoote de Henri Verneuil : le soldat à bicyclette
- 1965 : Le Caïd de Champignol de Jean Bastia : Gustave
- 1965 : Les Baratineurs de Francis Rigaud : l'électricien
- 1965 : Quoi de neuf, Pussycat ? (What's new Pussycat) de Clive Donner : le loueur de voitures
- 1965 : La Tête du client de Jacques Poitrenaud : l'agent François-Joseph
- 1966 : Trois enfants dans le désordre de Léo Joannon
- 1966 : Le Jardinier d'Argenteuil de Jean-Paul Le Chanois
- 1966 : Monsieur le président-directeur général de Jean Girault
- 1967 : Le Petit Baigneur de Robert Dhéry : le matelot
- 1968 : Un drôle de colonel de Jean Girault : le cireur
- 1968 : La Femme écarlate de Jean Valère
- 1969 : La Maison de campagne de Jean Girault : un peintre
- 1969 : Faites donc plaisir aux amis de Francis Rigaud : le barman de l'auberge
- 1970 : Trois hommes sur un cheval de Marcel Moussy : un fonctionnaire
- 1973 : L'Événement le plus important depuis que l'homme a marché sur la Lune de Jacques Demy
- 1973 : La Raison du plus fou de François Reichenbach
- 1973 : Le Concierge de Jean Girault : le réparateur TV
- 1974 : Les Gaspards de Pierre Tchernia : Merlin Marcel
- 1974 : Vos gueules, les mouettes ! de Robert Dhéry : le cul-de-jatte
- 1974 : Impossible... pas français de Robert Lamoureux : le cycliste
- 1975 : Opération Lady Marlène de Robert Lamoureux : Dutaillis
- 1975 : On a retrouvé la septième compagnie de Robert Lamoureux : Cornebus
- 1976 : Le Jour de gloire de Jacques Besnard : Gaston Machu
- 1977 : Dis bonjour à la dame de Michel Gérard
- 1977 : Moi, fleur bleue d'Éric Le Hung : le voisin
- 1978 : Général... nous voilà ! de Jacques Besnard : le boulanger
- 1978 : Les Fabuleuses Aventures du légendaire baron de Münchhausen - Dessin animé - de Jean Image : voix
- 1979 : La Gueule de l'autre de Pierre Tchernia : l'ingénieur du son peu doué
- 1980 : Touch' pas à mon biniou de Bernard Launois : le patron du bistrot
- 1981 : Le jour se lève et les conneries commencent de Claude Mulot
- 1981 : La Soupe aux choux de Jean Girault : un villageois
- 1982 : Te marre pas... c'est pour rire ! de Jacques Besnard
- 1983 : Le Secret des Sélénites - dessin animé - de Jean Image : voix
- 1983 : Le Braconnier de Dieu de Jean-Pierre Darras : le lieutenant CRS
- 1987 : Nuit docile de Guy Gilles : l'ami de Simone Dubois
- 1988 : À notre regrettable époux de Serge Korber
- 1988 : Bonjour l'angoisse de Pierre Tchernia : un déménageur
- 1999 : Tout tout près (court métrage) de Fabrice Maruca : M. Huart
- 2002 : Monique : toujours contente de Valérie Guignabodet : René, le vieil homme de l'hospice
- 2003 : Les Amateurs de Martin Valente : le père d'Adrien
- 2005 : Camping à la ferme : M. « 72 moissons »

### Télévision
- 1962 : L'inspecteur Leclerc enquête de Marcel Bluwal : "Face à face" : le concierge de l'hôtel
- 1963-1966 : Thierry la Fronde de Robert Guez (série TV) : Jehan
- 1965 : Bob Morane de Robert Vernay (série TV) : le garagiste
- 1965 : La Bonne Planque de Michel André (téléfilm) : Émile
- 1965 : Médard et Barnabé de Raymond Bailly
- 1965 : Les Saintes Chéries de Jean Becker (série TV) : M. Martin, l'ami casse-pieds
- 1967 : Saturnin Belloir de Jacques-Gérard Cornu (série TV)
- 1970 : Au théâtre ce soir : Frédéric de Robert Lamoureux, mise en scène Pierre Mondy, réalisation Pierre Sabbagh, Théâtre Marigny
- 1970 : Au théâtre ce soir : La Brune que voilà de Robert Lamoureux, mise en scène Robert Thomas, réalisation Pierre Sabbagh, Théâtre Marigny
- 1973 : Au théâtre ce soir : La Poulette aux œufs d'or de Robert Thomas, mise en scène de l'auteur, réalisation Georges Folgoas, Théâtre Marigny
- 1973 : Arsène Lupin (série TV) : le bobby qui garde les trésors de la reine
- 1974 : Un curé de choc (26 épisodes de 13 minutes) de Philippe Arnal
- 1974 : Le Vagabond (série TV) : René
- 1975 : Pilotes de courses de Robert Guez (série TV) : Marcel
- 1975 : La Vie de plaisance (téléfilm) : le marchand de journaux
- 1975 : Poiret est à vous : lui-même (documentaire musical)
- 1976 : Le Milliardaire téléfilm de Robert Guez
- 1977 : Le Passe-muraille (téléfilm) : le coiffeur
- 1977 : Les Folies Offenbach (série TV) : Coquillard
- 1977 : Commissaire Moulin de Claude-Jean Bonnardot, épisode : Cent mille soleils (série TV)
- 1980 : Tout le monde m'appelle Pat (téléfilm) : Duroy
- 1980 : Arsène Lupin joue et perd d'Alexandre Astruc (série TV) : Philippe
- 1980 : La Vie des autres (série TV) : Van Kempen
- 1982 : Des yeux pour pleurer (téléfilm)
- 1982 : Toutes griffes dehors (série TV)
- 1982 : Père Noël et fils d'André Flédérick (Téléfilm)
- 1984 : Péchés originaux (série TV) : le gardien d'immeuble
- 1985 : Vivement lundi ! de Didier Albert (série TV)
- 1989 : Scoop d'Emmanuel Fonlladosa
- 1990 : Héloïse (téléfilm) de  Pierre Tchernia
- 1992 : Un beau petit milliard (téléfilm)
- 1995 : Talk show (série_télévisée) (série TV) : l'oncle de Jean-François (épisode 20 : Sourires)
- 1998 : Dossier: disparus (série TV) : le joueur de Coules
- 2000 : Avocats et Associés (série TV) : Aimé Deleuze
- 2005 : Faites comme chez vous ! (série TV) : Bernard

## Théâtre
- 1947 : L'amour vient en jouant de Jean Bernard-Luc, mise en scène Pierre-Louis, Théâtre Édouard-VII
- 1954 : La Manière forte de Jacques Deval, mise en scène de l'auteur, Théâtre de l'Athénée
- 1957 : La Prétentaine de Jacques Deval, mise en scène Robert Manuel, Théâtre des Ambassadeurs
- 1958 : Pommes à l'anglaise de Robert Dhéry, Colette Brosset, musique Gérard Calvi, Théâtre de Paris
- 1959 : La Brune que voilà de Robert Lamoureux, mise en scène de l'auteur, Théâtre des Célestins
- 1960 : Le Sexe et le néant de Thierry Maulnier, mise en scène Marcelle Tassencourt, Théâtre de l'Athénée
- 1962 : La Bonne Planque de Michel André, mise en scène Roland Bailly, Théâtre des Nouveautés
- 1965 : Ouah ! Ouah ! opérette de Michel André, mise en scène Roland Bailly, musique Étienne Lorin et Gaby Wagenheim, Théâtre de l'Alhambra
- 1984 : Nos Premiers Adieux de Roger Pierre et Jean-Marc Thibault, Théâtre Antoine
- 1985 : Nos Premiers Adieux de Roger Pierre et Jean-Marc Thibault, Théâtre des Célestins
- 1991 : N'écoutez pas, mesdames ! de Sacha Guitry, mise en scène Pierre Mondy, Théâtre de la Madeleine
- 2000 : Si Dieu veut de Patrick Burgel, mise en scène Bernard Sevège, T-BB